# Жа де Буффан, бассейн
«Жа де Буффан, бассейн» (фр. Jas de Bouffan, le bassin) — картина французского художника Поля Сезанна из собрания Государственного Эрмитажа.
На картине изображён наружный бассейн поместья Жа де Буффан в Экс-ан-Провансе, принадлежавшего семье художника. В центре и справа из-под фигур льва и дельфина с поднятым хвостом через трубу в бассейн льется вода, между скульптурами расположен цветник. Правее льва видны каменные ворота, лёгкий штакетник и фрагмент строения, между воротами и строением растёт небольшая яблоня. На дальнем фоне несколько больших деревьев с жёлто-зелёной листвой.
Картина написана около 1876 года. Поместье Жа де Буффан было куплено отцом художника в 1859 году и с тех пор семья Сезаннов почти безвыездно жила там. В 2006 году поместье перешло в муниципальную собственность и там был устроен музей Сезанна.
К виду бассейна Сезанн обращался неоднократно. Впервые он изобразил бассейн в 1862 году и далее регулярно делал этюды как с общим видом бассейна с разных ракурсов, так и отдельных его элементов. Первоначально считалось что картина была написана в 1885 году, но эрмитажную картину от многих работ того периода отличает несколько иной характер письма. А. Г. Костеневич считает что на этом сказался опыт совместной работы в Понтуазе Сезанна с Камилем Писсарро. Впервые дату создания картины около 1876 года предложил Джон Ревалд, его поддержали Л. Вентури и А. Г. Костеневич. А. Г. Костеневич отмечает стилистическую близость эрмитажного «Бассейна» к двум другим работам Сезанна на аналогичный сюжет — «Бассейн в Жа де Буффан зимой» (около 1878 года) находится в швейцарской частной коллекции, а местонахождение «Дельфина у бассейна в Жа де Буффан» (около 1878—1879 годов) неизвестно, предполагается что картина погибла во время Второй мировой войны, хотя последнюю картину он считает «более импрессионистичной».
Картина долгое время находилась в семье художника и лишь 21 июня 1913 года была выставлена на продажу в галерее «Бернхейм-Жён». С 4 апреля 1914 года выставлялась в галерее Пауля Кассирера в Берлине, где была куплена Нойманном из Бармена. 19 августа 1924 года выставлена в галерее Юстина Таннхаузера в Люцерне. С 15 февраля 1926 года вновь находилась в галерее «Бернхейм-Жён», однако вскоре Таннхаузер вернул картину себе и продал её немецкому предпринимателю и коллекционеру Отто Кребса из Веймара. После смерти Кребса весной 1941 года от рака картина хранилась в хольцдорфском поместье Кребса под Веймаром, во время Второй мировой войны коллекция Кребса была спрятана в специально-оборудованном сейфе-тайнике, построенном под одной из хозяйственных построек поместья. В 1945 году Хольцдорф был занят советскими войсками, в поместье Кребса расположилось управление Советской военной администрации в Германии. Коллекция, включая «Жа де Буффан, бассейн», была обнаружена и описана на месте советскими трофейными командами, занимающимися сбором произведений искусства и вывозом их в СССР, после чего в 1949 году отправлена в Государственный Эрмитаж (в первоначальных описях фигурировала под названием «Вид в парке подле реки»), где долгое время хранилась в запасниках и не была известна широкой публике и даже большинству исследователей. Мало того, на Западе считалось, что коллекция Кребса погибла во время Второй мировой войны.
Впервые после долгого перерыва картина была показана публике лишь в 1995 году на эрмитажной выставке трофейного искусства; с 2001 года числится в постоянной экспозиции Эрмитажа и с конца 2014 года выставляется в Галерее памяти Сергея Щукина и братьев Морозовых в здании Главного Штаба (зал 410).
Главный научный сотрудник Отдела западноевропейского изобразительного искусства Государственного Эрмитажа, доктор искусствоведения А. Г. Костеневич в своём историческом очерке французского искусства XIX — начала XX века провёл детальный анализ картины, в частности им было отмечено:

Край бассейна, стволы деревьев, скульптура дельфина, ворота и часть обветшавшей постройки образуют прочную систему композиционных опор, организующую пейзаж. Можно предположить, что художник начал со скульптуры льва, обозначившей скрытый центр построения. Фланги обеспечили парные колонны слева и дельфин справа. Однако композиция строится не по центрическому принципу, и не удивительно, что изваяние льва стушевалось в картине <…> Пробегающие из края в край холста линии бортика бассейна, которым вторят линии забора и горизонта, задают очень сильные горизонтальные тяги. С ними координируются вертикали колонн, ворот, стволов деревьев. Но дело не только в сумме уравновешивающих друг друга горизонталей и вертикалей, а в особой организации пространства. В верхней части картины образуются два квадрата, перекрывающие друг друга. Их основанием служит линия воды. <…> Все элементы композиции структурированы ненавязчиво и очень близко к натуре.

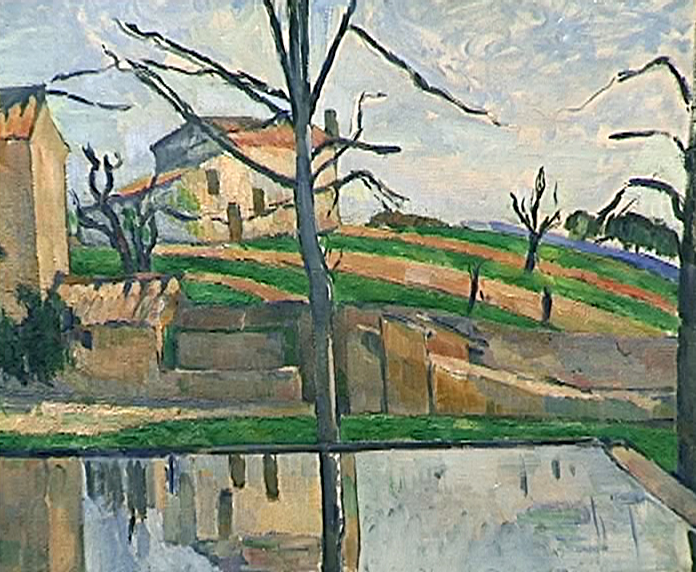
«Бассейн в Жа де Буффан зимой». Около 1878 года. Частная коллекция, Швейцария
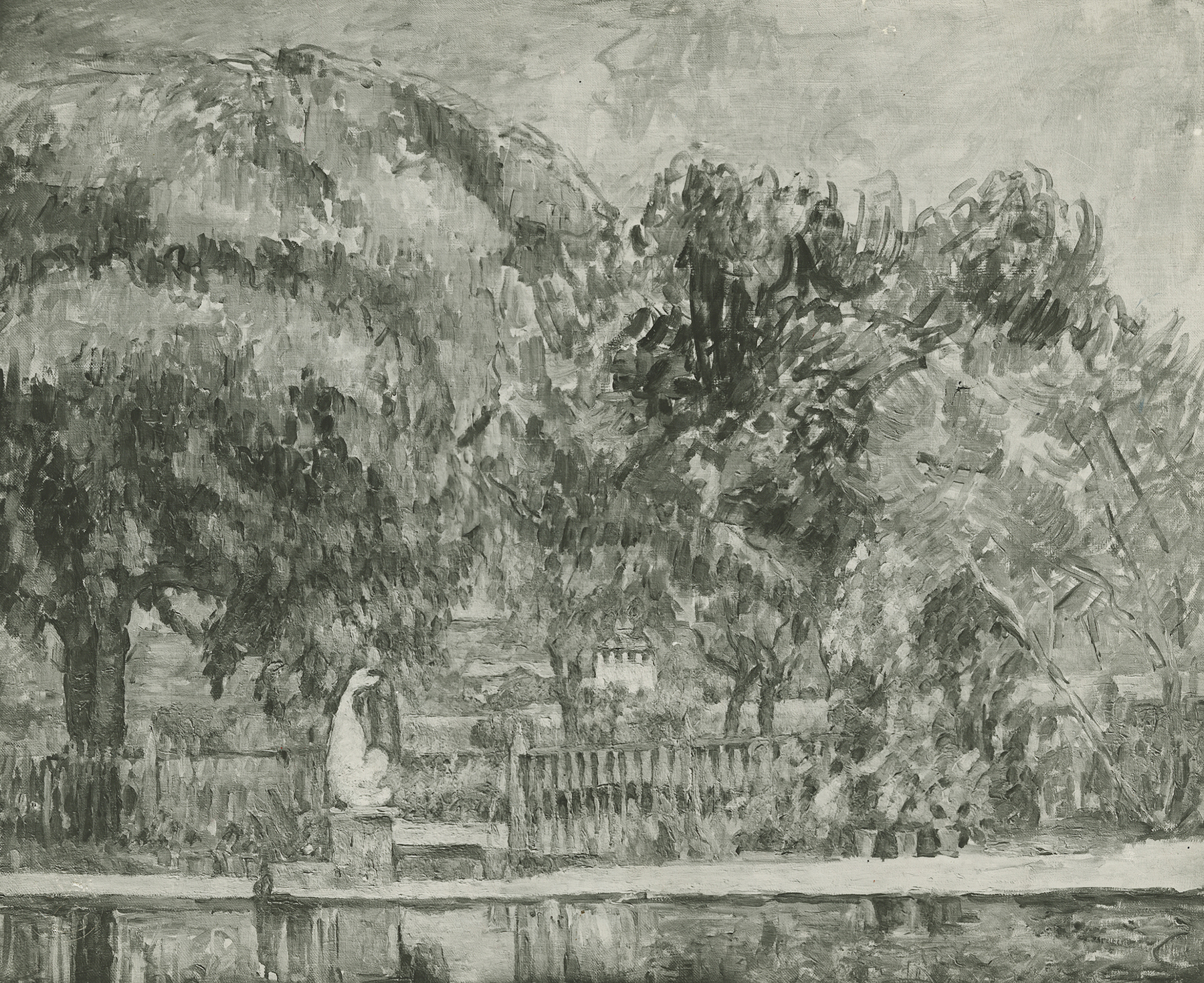
«Дельфин у бассейна в Жа де Буффан». Около 1878—1879 годов. Местонахождение неизвестно. Предположительно уничтожена во время Второй мировой войны